# Virginia Slims of Chicago 1984
Virginia Slims of Chicago 1984 — тенісний турнір, що проходив на закритих кортах з килимовим покриттям UIC Pavilion у Чикаго (США). Належав до Світової чемпіонської серії Вірджинії Слімс 1983. Відбувсь утринадцяте і тривав з 6 до 12 лютого 1984 року. Перша сіяна Пем Шрайвер здобула титул в одиночному розряді й отримала за це 28 тис. доларів США.

## Фінальна частина

### Одиночний розряд
Пем Шрайвер —  Барбара Поттер 7–6(7–4), 2–6, 6–3
- Для Шрайвер це був 2-й титул за сезон і 50-й — за кар'єру.

### Парний розряд
Біллі Джин Кінг /  Шерон Волш —  Барбара Поттер /  Пем Шрайвер 5–7, 6–3, 6–3
- Для Кінг це був 1-й титул за рік і 170-й — за кар'єру. Для Волш це був 2-й титул за сезон і 26-й — за кар'єру.

## Розподіл призових грошей
| Дисципліна       | П       | F       | ПФ     | ЧФ     | 1/8    | 1/16 |
| Одиночний розряд | $28,000 | $14,000 | $7,000 | $3,350 | $1,600 | $825 |